# Ceratojoppa citriscuta
Ceratojoppa citriscuta är en stekelart som beskrevs av Heinrich 1967. Ceratojoppa citriscuta ingår i släktet Ceratojoppa och familjen brokparasitsteklar. Inga underarter finns listade i Catalogue of Life.